# Servomecanism hidraulic
Servodirecția
Destinații și părțile componente ale servodirecției
La unele autocamioane și autobuze de mare capacitate și unele autoturisme de clasă superioară, se utilizează mecanisme de comandă a direcției prevăzute cu servomecanisme hidraulice. Servomecanismele de direcție reduc forța necesară pentru manevrarea volanului, contribuind astfel la ușurarea conducerii automobilului și la amortizarea oscilațiilor mecanismului de direcție. 
În funcție de modul de realizare a servomecanismului, se deosebesc două tipuri de servodirecție. 
La primul tip, servomecanismul este realizat separat de mecanismul de acționare a direcției, el acționând asupra organelor transmisiei direcției. 
Cel de-al doilea tip de servodirectie are servomecanismul într-un corp comun cu mecanismul de acționare a direcției. 
Servodirecția ZF 8065, se compune din caseta de direcție propriu-zisă, pompă de înaltă presiune, rezervorul de ulei, volanul cu axul și conductele de legătură.
Caseta de direcție propriu zisă este compusă din carcasă, prevăzută la interior cu un cilindru în care se deplasează pistonul, ce transformă mișcarea de rotație a axului volanului într-o mișcare de translație și o transmite sectorului dințat, pe al cărui ax este montat levierul de direcție. Pentru aceasta pistonul este prevăzut la parte exterioară cu o dantură prin care angrenează sectorul dințat, iar la partea interioară cu un locaș cilindric în care intră șurubul conducător. În interiorul pistonului se găsește și piulița de direcție montată cu ajutorul piuliței inelare. Transformare mișcării de rotație a șurubului în mișcare axială a pistonului se face cu ajutorul bilelor și al piuliței. În carcasa, montată pe caseta de direcție se găsește mecanismul supapelor servodirecției, etanșat prin capacul interior și garniturile de etanșare. Acest mecanism este compus din blocul portsupape, supapele axului de antrenare și bara de torsiune.
Blocul portsupape face corp comun cu șurubul conducător și conține, în plan transversal, doi cilindri (superior și inferior), corespunzător celor două supape. Supapele sunt de tip piston-sertăraș, cea de sus permițând trimiterea uleiului în spațiul dintre casetă de direcție și partea din dreapta pistonului, iar cea de jos trimiterea.  Ea are rolul de a transmite momentul  de răsucire de la axul volanului la șurubul conducător, precum și de a readuce în poziție neutră supapele-sertăraș, atunci când conducătorul automobilului nu mai acționează asupra volanului. 
Principiul de funcționare a servodirecției
La deplasarea automobilului în linie dreaptă supapele-sertăraș se găsesc în poziție neutră, iar centrele găurilor lor radiale de antrenare sunt în linie cu centru găurii centrale a blocului portsupape. În această situație, sunt deschise atât orificiile de debitare din dreapta supapelor, cât și orificiile de refulare din stânga a supapelor sertăraș. Pompa de înaltă presiune trimite uleiul în spațiul din jurul blocului supapelor prin conductă. De aici, o parte trece prin orificiul de debitare, deschis de supapa superioară și prin canal intră în caseta de direcție în spațiul din dreapta pistonului. Datorită faptului că presiunea uleiului  din ambele părți ale pistonului este aceeași, acesta rămâne fix, iar angrenarea cu sectorul dințat se face în poziție mijlocie. După umplerea spațiilor menționate uleiul debitat de pompă se întoarce în rezervorul de ulei direct din canalele de debitare, prin orificii, canalul central al blocul supapelor și conducta de refulare.
La acționarea volanului pentru virarea la dreapta cepurile arborelui de antrenare deplasează supapa superioară spre dreapta mărind secțiunea de trecere a orificiilor de debitare și de refulare: în același timp deplasează spre stânga supapa inferioară, închizând atât orificiile de debitare, cât și orificiul de refulare. În acest caz, uleiul sub presiune este trimis în caseta de direcție numai în dreapta pistonului prin orificiul și conductă, realizând deplasarea pistonului spre stânga și rotirea sectorului dințat, în consecință, virarea automobilului la dreapta.
În timpul deplasării pistonului, uleiul aflat în partea stângă a acestuia este refulat către rezervorul de ulei prin conductă, orificiul de refulare, canalul central al blocului supapelor și conductă. 
Întreținerea servodirecției
Întreținerea sistemului de direcție în: măsurarea jocului volanului, verificarea jocului din articulații, reglarea mecanismului de acționare, verificarea și reglarea unghiurilor de poziție ale roților de direcție și pivoților, strângerea șuruburilor de fixare a casetei de direcție strângerea articulațiilor sferice și ungerea conform schemei de ungere.
Verificare jocului de volan  se face în modul următor:
-se aduce automobilul pentru poziția de mers în linie dreaptă;
-se rotește volanul spre dreapta și apoi spre stânga până la pozițiile maxime în care acesta se manevrează ușor fără să rotească roțile.
Jocul la volan nu trebuie să depășească 15°, deoarece în această situație manevrarea direcției devine nesigură.
Cauzele jocului mare la volan pot fi uzura articulațiilor mecanismului de direcție sau a pieselor mecanismului de comandă.
Reglarea mecanismului de acționare a direcției. Modul de reglare al mecanismului de acționare a direcției diferă în funcție de tipul constructive al acestuia. În toate cazurile însă operația de reglare se va executa numai după înlăturarea jocurilor din articulațiile mecanismului.
Reglarea mecanismelor de acționare cu melc globoidal și rolă comportă reglarea jocului axial al volanului (melcului) și a jocului din angrenaj. Înainte de reglare se decuplează levierul de direcție de bară de direcție. Reglarea jocului axial al melcului se face prin demontarea a una sau două garnituri, după care capacul se montează la loc.
Reglarea jocului angrenajului rolei cu șurub-melc se efectuează cu ajutorul șurubului, prin deplasarea axială a rolei cu axul, reducând jocul la volan.
Controlul geometriei roților de direcție. Aparatele de măsurat și control al geometriei roților de direcție pot fi mecanice sau optice. Aparatele mecanice sunt relative simple și mai ieftine decât cele optice, având însă o precizie mai redusă.
Fiecare aparat are întocmite instrucțiuni de folosire de către întreprinderea producătoare.
Unghiurile de așezare ale roților și pivoților trebuie să se încadreze în limitele prevăzute în cartea tehnică a automobilului respective:
- ungerea sistemului de direcție. Piesele mecanismului de direcție, care necesită ungere sunt: caseta de direcție, articulațiile sferice și pivoții.
- ungerea casetei de direcție se face de regulă cu ulei de transmisie, respectând periodicitatea prescrisă de fabrică.

Periodic se controlează nivelul și la nevoie, se completează pierderile cu același tip de ulei. Dacă pierderile de ulei devin prea mari trebuie depistată și înlăturată cauza care le generează, pentru a evita avariile. În cazul servodirecției hidraulice o data cu înlocuire uleiului se schimbă și filtrul de ulei. 
Articulațiile sferice și pivoții se ung cu unsoare consistentă tip U, introdusă sub presiune prin  gresoarele cu care sunt prevăzute. Periodicitatea de ungere variază între 1000 și 2000 km parcurși.
Defectele în exploatare ale servodirecției
Defecțiunile sistemului de direcție se pot manifesta sub forma:
- manevrarea volanului necesită un efort mare:
- roțile de direcție oscilează la viteze reduse:
- roțile de direcție oscilează la viteze mari:
- direcția trage într-o parte:
- direcția transmite volanului șocurile de la roți:
- zgomote anormale ale direcției.

Manevrarea volanului necesita un efort mare.                                            
Defectul se datorește următoarelor cauze:  frecărilor mari în  articulații:  frecărilor anormale în caseta de direcție și la pivotul fuzetelor:  deformării axului volanului precum și unor defecțiuni ale pneurilor. 
Frecările mari în articulații se produc ca urmare a unui montaj sau reglaj incorect, a gresajului nesatisfăcător sau a pătrunderii prafului între elementele articulației.
Defecțiunile se remediază în atelierul de reparații, prin demontarea organelor respective, prin curățare și ungerea lor.
Frecări anormale în caseta de direcție se produc datorită gresajului insuficient, uzării sau deteriorări șurubului melc, rulmenților uzații sau incorect montați, jocului insuficient între elementele casetei sau fixării incorecte a casetei de direcție pe cadrul automobilului.
Defecțiunile, cu excepția gresajului insuficient, nu se pot remedia decât la atelier. 
Frecările anormale la pivoții fuzetelor se datorează gresajului nesatisfăcător, jocului insuficient dintre pivoți și rulmenți sau bucșe, gripării pivoților. 
Remedierea constă în curățarea și gresarea pivoților, organele deteriorate se schimbă la atelier.
Defecțiunile pneurilor care îngreunează manevrarea volanului pot fi :
- presiunea insuficientă sau inegală;
- uzura neuniformă sau de dimensiuni diferite.

* Roțile de direcție oscilează la viteze reduse. Oscilația roților de direcție, la viteze mai mici de 60 km/h, se datorează cazului:
- Presiunea incorectă în pneuri;
- Pneuri de dimensiuni diferite;
- Roți neechilibrate;
- Organele sistemului de direcție sunt uzate;
- Rulmenții roților au joc mare;
- Osia din față deplasată;
- Suspensia defectată (arcuri desfăcute sau rupte, amortizoare defecte);
- Cadrul deformat;
- Geometria foților incorectă.

Pe parcurs se remediază defecțiunile referitoare la refacerea presiunii în pneuri, strângerii și montării corecte de piese. Restul defecțiunilor se remediază la atelier.
* Roțile de direcție oscilează  la viteze mari. Cauzele sunt similare cu cele care produc oscilații la circulația cu viteze reduse, în plus mai intervin:
- Jocuri insuficiente la frânele din față;
- Dezechilibrarea sau deformarea roților din spate;
- Suporturile motorului slăbite sau defecte.

La viteze mari oscilația roților de direcție este un defect periculos, mai ales când aceste oscilații intră în rezonanță cu oscilațiile cadrului sau cu cele ale altor organe ale sistemului de direcție sau suspensie.
Direcția trage într-o parte.  Cauzele pot fi :
- Pneurile roților din față nu au aceeași presiune sau nu sunt identice ca mărime;
- Frânele sunt reglate incorect;
- Cadrul este deformat;
- Unul din arcurile suspensiei din față are ochiul foii principale rupt.

Pe parcurs se corectează presiunea în pneuri și se reglează frânele.
Restul defecțiunilor se remediază la atelier.
Șocurile provenite din interacțiunea roților cu drumul  se transmit volanului. Fenomenul apare în special pe drum, la deplasarea pe drumuri cu denivelări datorită:
- Presiunea prea mare în pneuri;
- Dezechilibrării roților;
- Amortizoarelor defecte;
- Uzări sau reglării incorecte a organelor sistemului de direcție.
- Zgomote anormale ale organelor sistemului de direcție. Cauzele ce conduc la zgomote anormale pot fi:
- Jocuri excesive în articulațiile transmisiei direcției,
- Slăbirea coloanei volanului și a suportului acestuia sau a casetei de direcție;
- Deteriorarea rulmenților sau montarea lor greșită;
- Frecării anormale datorită gresării nesatisfăcătoare.

Pe parcurs se remediază numai acele defecțiuni care nu necesită demontarea organelor sistemului de direcție.
În tabel  se prezintă sintetic simptomele și defecțiunile posibile ale 
sistemului de direcție prevăzut cu servomec.
Simptomul. Defecțiunile probabile
Scade repetat nivelul uleiului din rezervorul de ulei al servodirecției	Pierderi de ulei pe la garniturile de etanșare a servodirecției.
Racordurile țevilor și ale furtunurilor din circuitul servodirecției sunt slăbite.
Lipsește capacul de la rezervor de ulei sau nu este bine fixat
Volanul se rotește foarte greu în una din părțile când motorul este oprit și puntea din față –suspendată	S-a defectat supapa de scurtcircuitare din blocul supapelor
Joc mare la direcție	Joc în articulația mecanismului de direcție sau fixarea necorespunzătoare a servodirecției pe suport.
Levierul de direcție este insuficient fixat pe axul său :
- uzura șurubului conducător al direcției și al
- piuliței de direcție;
- uzura angrenajului.

Manevrarea volanului necesită un efort mare	Ulei insuficient în circuitul servodirecției;
Aer în circuitul servoitul servodirecției;
Antrenarea pompei de înnaltă presiune este necorespunzătoare;
Pompa de ulei de înnaltă presiune –uzată;
Filtrul îmbîcsit , conducte obturate, furtunuri strangulate;
Supapele de comandă uzate
Etanșările interioare din servodirecție sunt deteriorate
Inelele de etanșare de pe blocul supape sunt defecte
Direcția funcționează greu numai la viraj stânga, respective dreapta	Inele de etanșare interioare sunt deteriorate
Supapele de comandă funcționează defectuos
Piulița de direcție se deplasează liber
Direcția nu virează în una din părți	Direcția nu este împărțită bine 
Montarea mecanismului de acționare a servodirecției s-a făcut greșit
Supapele de limitare defecte sau reglate necorespunzător
Automobilul se conduce greu în linie dreaptă	Aer în circuitul servodirecției
Articulațiile mecanismului de acționare a direcției și mecanismul direcție sunt neunse
Volanul vibrează	Roțile de direcție sunt dezechilibrate
Geometria direcției este dereglată
Aer în instalația servodirecției
Servodirecția funcționează cu zgomot	Ulei insuficient în circuitul servodirecției
Aer în circuitul servodirecției
Conductele și furtunurile circuitului de ulei a servodirecției sunt strangulate 
Uleiul din rezervor este aruncat afară în momentul opririi motorului	Manșeta de etanșare a axului de antrenare a pompei de ulei de înaltă presiune este deteriorată sau pompa este uzată
Cuplajul de antrenare a pompei de ulei de înaltă presiune este uzat
Automobilul trepidează , conducerea lui devine imposibilă după atingerea 35 km/h	Bara de torsiune a servodirecției ZF este ruptă

Repararea servodirecției
Caseta de direcție poate prezenta următoarele defecte care se înlătură după cum urmează :
- fisuri sau rupturi ale flanșei de prindere se elimină prin crăițuirea fisurilor sau rupturilor de 4mm, încărcarea cu sudură, electrizare și polizarea până la nivelul  materialului de bază ;
- filetul orificiilor de fixare a capacelor deteriorate se remediază prin : încărcarea cu sudură electrică, polizarea suprafeței frontale până la nivelul materialului de bază al flanșei, după care se găurește și se filetează la dimensiunea nominală ; majoritatea găurilor filetate.
- Alezajele pentru rulmenții axului uzate se recondiționează prin bucșare, după care urmează : se strunjește locașul la o cotă majoră, se confecționează o bucșă din OLT 64 sau țeavă, se presează bucșa în locaș, se alezează bucșa la cota nominală și se șanfrenează.
- alezajul pentru bucșa arborelui levierului uzat, se recondiționează prin înlocuirea bucșei astfel: se lărgește locașul, se confecționează prin roluire o bucșă cu diametrul exterior derulat, se presează bucșa în lăcaș, după care se alezează la cota nominală.
- Găurile din urechile pentru fixare uzate se recondiționează prin încărcare cu sudură electrică, polizarea suprafețelor frontale până la nivelul materialelor de bază, după care se găurește la cota nominală.

Axul asamblat cu melcul poate prezenta următoarele defecte care se  înlătură după cum urmează:
- uzura, știrbirea, și exfolierea suprafețelor active ale melcului determină înlocuirea melcului cu unul nou.
- suprafețele conice ale melcului pentru rulmenți uzate se recondiționează prin : rectificarea conurilor, cromarea dură.

Deformarea axului prin răsucire sau încovoiere determină înlocuirea lui. 
Axul levierului de direcție asamblat cu rola  poate prezenta următoarele defecte care se înlătură după cum urmează: 
- Știrbirea și exfolierea suprafeței active a rolei determină înlocuirea rolei astfel: se taie stratul de sudură de la capetele axului rolei, ce scoate rola și se înlocuiește, se sudează din nou axul rolei la capete și se ajustează prin polizare.
- Dacă filetul șurubului de reglaj are mai mult de două spire deteriorate  șurubul se înlocuiește
- Fusul scurt al axului uzat se recondiționează prin: rectificarea de uniformizare , urmat de cromarea dură, apoi rectificare la cota nominală.
- Fusul lung al axului uzat se recondiționează prin cromare dură și rectificare la cota nominal, montarea unei bucșe noi cu diametru interior micșorat.
- Dacă diametrul suprafeței active a axului rolei scade sub o anumită valoare, axul se înlocuiește .
- Dacă diametrul locașului interior al rolei pentru rulmenți cu role ace depășește  limita admisă, rola se înlocuiește.
- Suprafața laterală a rolei uzate  se remediază prin rectificarea suprafețelor laterale ale rolei și montarea rolei cu șaibe de presiune majorate corespunzător.

Levierul de direcție   poate prezenta următoare defecte : uzare canulelor, uzura găurii conice și îndoirea levierului. 
Levierul se rebutează dacă prezintă fisuri sau rupturi de orice natură și în orice poziție, deformări, uzarea găurii conice peste normele admise, deteriorarea a peste trei caneluri consecutive.